# Puchar Anglii w piłce siatkowej mężczyzn
Puchar Anglii w piłce siatkowej mężczyzn (ang. National KO Cup) - cykliczne rozgrywki w piłce siatkowej organizowane corocznie przez Angielski Związek Piłki Siatkowej (ang. Volleyball England, EVA) dla angielskich męskich drużyn klubowych. 
Rozgrywki o siatkarski Puchar Anglii rozgrywane są od 1982 roku. Pierwszym zwycięzcą tych rozgrywek został klub Speedwell Rucanor. Najwięcej razy Puchar Anglii zdobył klub Malory Eagles.

## Zwycięzcy
| Sezon     | 1. miejsce                                                   | 2. miejsce                                                   |
| --------- | ------------------------------------------------------------ | ------------------------------------------------------------ |
| 1982/1983 | Speedwell Rucanor                                            | Capital City Spikers                                         |
| 1983/1984 | Capital City Spikers                                         | Speedwell Rucanor                                            |
| 1984/1985 | Speedwell Rucanor                                            |                                                              |
| 1985/1986 | Speedwell Rucanor                                            | Capital City Brixton                                         |
| 1986/1987 | Malory                                                       | Redwood Lodge                                                |
| 1987/1988 | Malory CLC                                                   | Liverpool City                                               |
| 1988/1989 | Malory                                                       | Star Aquila                                                  |
| 1989/1990 | Team Mizuno Malory                                           | Hilton Leeds                                                 |
| 1990/1991 | Polonia                                                      | Reebok Liverpool City                                        |
| 1991/1992 | Reebok Liverpool City                                        | Polonia Ealing                                               |
| 1992/1993 | Mizuno Malory Lewisham                                       | KLEA Leeds                                                   |
| 1993/1994 | Mizuno Malory Lewisham                                       | Tooting Aquila                                               |
| 1994/1995 | Mizuno Malory Lewisham                                       | Wessex                                                       |
| 1995/1996 | Mizuno Malory Lewisham                                       | Tooting Aquila                                               |
| 1996/1997 | Tooting Aquila                                               | City of Stoke                                                |
| 1997/1998 | Tooting Aquila                                               | Sheffield                                                    |
| 1998/1999 | Malory                                                       | Liverpool City                                               |
| 1999/2000 | London Malory                                                | Wessex                                                       |
| 2000/2001 | Wessex                                                       | Portsmouth Mayfield                                          |
| 2001/2002 | London Malory                                                | City of Stoke                                                |
| 2002/2003 | London Docklands                                             | London Malory                                                |
| 2003/2004 | London Malory                                                | Warwick Riga                                                 |
| 2004/2005 | London Malory                                                | Warwick Riga                                                 |
| 2005/2006 | London Malory                                                | London Docklands                                             |
| 2006/2007 | London Docklands                                             | London Malory                                                |
| 2007/2008 | Sheffield                                                    | London Malory                                                |
| 2008/2009 | Sheffield                                                    | London Malory                                                |
| 2009/2010 | Malory Eagles                                                | London Polonia                                               |
| 2010/2011 | Sheffield                                                    | Leeds Carnegie                                               |
| 2011/2012 | Leeds Carnegie                                               | London Polonia                                               |
| 2012/2013 | Wessex BU                                                    | Team Northumbria                                             |
| 2013/2014 | Team Northumbria                                             | Wessex BU                                                    |
| 2014/2015 | Team Northumbria                                             | Sheffield Hallam                                             |
| 2015/2016 | IBB Polonia London                                           | Team Northumbria                                             |
| 2016/2017 | IBB Polonia London                                           | Sheffield Hallam                                             |
| 2017/2018 | Team Northumbria                                             | IBB Polonia London                                           |
| 2018/2019 | Durham Palatinates                                           | IBB Polonia London                                           |
| 2019/2020 | Ze względu na pandemię COVID-19 rozgrywki zostały przerwane. | Ze względu na pandemię COVID-19 rozgrywki zostały przerwane. |
| 2020/2021 | Ze względu na pandemię COVID-19 rozgrywki nie odbyły się.    | Ze względu na pandemię COVID-19 rozgrywki nie odbyły się.    |
| 2021/2022 | Richmond Docklands                                           | Newcastle Staffs                                             |
| 2022/2023 | Malory Eagles UEL                                            | Essex Rebels                                                 |
| 2023/2024 | Durham Palatinates                                           | Malory Eagles UEL                                            |
| 2024/2025 | Essex Rebels                                                 | Malory Eagles UEL                                            |